# Област Хијама
Област Хијама (јап. 檜山郡) Hiyama-gun се налази у субпрефектури Хијама, Хокаидо, Јапан. 
2004. године, у области Хијама живело је 21.896 становника и густину насељености од 19,59 становника по км². Укупна површина је 1.117,57 км².

## Вароши
- Асабу
- Есаши
- Каминокуни